# Lista portów lotniczych na Komorach
Lista portów lotniczych na Komorach, ułożonych alfabetycznie.
| Położenie | ICAO | IATA | NAZWA LOTNISKA        |
| Anjouan   | FMCV | AJN  | Port lotniczy Anjouan |
| Mohéli    | FMCI | NWA  | Port lotniczy Mohéli  |
| Moroni    | FMCN | YVA  | Port lotniczy Iconi   |
| Moroni    | FMCH | HAH  | Port lotniczy Moroni  |